# Типы гаплогрупп финнов
Согласно генетическим исследованиям, наиболее распространенные типы гаплогрупп у финнов — в отцовской линии N1c1, I1 и R1a, в материнской линии H1f и U5b. В Восточной Финляндии N встречается гораздо чаще, чем I. Примерно столько же I и N в Западной Финляндии.
Типичная для финнов N1c1 пришла в Финляндию с Дальнего Востока. Западная гаплогруппа I и женские гаплогруппы происходят из ледниковой Европы. R пришла из степей Восточной Европы вместе с индоевропейцами.

## Наиболее распространенные отцовские линии
- N1c 58 %
- I1d3 (L287)[3] 28 %
- R1a 7 %
- R1b[4] 4 %

N типична для Северной Азии. I1 типична для Скандинавии, в основном южной Швеции, R1a типична для восточных индоевропейцев. R1b типична для Западной Европы и Италии.
N1c наиболее распространена в Восточной Финляндии. I1 — самая распространенная в Западной Финляндии. R1a1 наиболее распространена в регионах Вааса. R1b наиболее распространена в регионах Вааса и на юге Финляндии.
В Восточной Финляндии N1 составляет 71 %, а I1 — 19,5 %. R составляет 9 %. В Западной Финляндии N1 составляет 41 %, I 45 %, R 14 %.

## Наиболее распространенные материнские линии
- H 41 %[9]
- U5 (U) 22 %
- W 8 %
- V 6 %[10]
- J 6 %

Кроме того, у финских женщин есть как минимум гаплогруппы T, I, K и X.
H типична для европейцев. U5 распространена на западе России. H1 распространена в Марокко, Испании, Франции, Германии, странах Балтии и западной России. V распространена в Северной Скандинавии и на севере Западной России.
H наиболее распространена на западе и чаще встречается на юге, чем на севере. U особенно распространена в северной Финляндии, обычна в восточной Финляндии и реже в западной Финляндии. V также чаще встречается на севере. W — типичный гаплотип для финнов. W обычна в южной Финляндии, но немного реже на западном побережье.
Из женских гаплогрупп H, V, J и U являются потомками R. X, I и W являются потомками N.

## Что гаплогруппы говорили о происхождении финнов
Судя по гаплогруппам, финны пришли в Финляндию с востока и запада.
Гаплогруппа I распространилась с Ближнего Востока во время ледникового периода в Европу. Северная ветвь I распространилась на Скандинавию и Финляндию из датских регионов после ледникового периода. Мутация N1 произошла на юге Китая или в соседних регионах около 20 000 лет назад. После этого N-люди отправились на север. Мутация N1c произошла в Центральной Сибири около 12000 лет назад. После этого люди N1c мигрировали в Северную Азию и распространились на запад до Урала, а оттуда пришли в Финляндию. Среди прочего, финно-угорские народы удмурты и ханты унаследовали высокий уровень N1c. Ненцы унаследовали много типов N2.
Считается, что женская гаплогруппа H возникла в южной части Западной Европы.

## Типичная для финнов
Именно в Финляндии встречаются отцовская линия N1c1, материнская линия H1f и тип W. Распространенность H1f составляет 10 %. В Финляндии по материнской линии больше групп U, W и M. U чаще встречается в Финляндии, чем в среднем по Европе.

## Различия между финнами и саамами
И финны, и саамы имеют много восточного гаплотипа по отцовской линии. У саамов тип N 42 %, тип R1a 21 %, тип I 31 % и тип R1b 6 %. 90 % материнских линий саамов имеют гаплотипы U и V, а у финнов только 20 %. M чаще встречается у саамов, чем у прибалтийских финнов.

## Отличия финнов от венгров
Хотя венгерский — принадлежит к финно-угорской семье языков, он является дальним родственником финского. Точно так же генетически венгры и финны совершенно разные. Венгерские гаплогруппы показывают  миграции с Ближнего Востока и Востока. Родительская линия типа I покрывает 28 %. R1a 22 %, R1b 30 %. E3b 17 % и J 3. У венгров и финнов как и у европейцев распространена гаплогруппа H, как и U. Есть также гаплогруппы V и W. M имеет распространенность 24 %, J 11,6 % и T 10,3 %.